# Lone Survivor
Lone Survivor – niezależna gra komputerowa z gatunku survival horrorów stworzona przez Jaspera Byrne'a i wydana w 2012 roku na komputery osobiste przez jego studio Superflat Games. 25 września 2013 roku ukazała się na konsole PlayStation 3 i PlayStation Vita.
Bohaterem gry jest bezimienny, noszący maskę medyczną mężczyzna, który próbuje przetrwać w ogarniętym przez zarazę mieście. Na swojej drodze spotyka podobnych do zombie ludzi, ofiary epidemii, ponadto nękają go niepokojące wizje. Jego celem jest zdobywanie pożywienia i odnalezienie innych ocalałych.
Lone Survivor to dwuwymiarowa gra typu survival horror. Gracz kontroluje postać i przemierzając poziomy zbiera przedmioty, walczy z przeciwnikami bądź ich unika oraz próbuje odnaleźć innych ludzi. Z potworami może walczyć za pomocą pistoletu lub odwracać ich uwagę. Podczas rozgrywki gracz może dbać o stan zdrowia i psychikę bohatera, regularnie jedząc i wysypiając się. Może też korzystać z tabletek, co rekompensuje brak snu, jednak powoduje halucynacje.

## Odbiór
Większość recenzentów miało pozytywne zdanie o Lone Survivor, dzięki czemu średnia ocen gry w serwisie Metacritic wynosi 81/100, a w GameRankings 80,62%. Pozytywnie wypowiadano się na temat fabuły produkcji i rozgrywce, niektórzy krytycy uznali jednak, że gra nie rozwija psychologicznego aspektu horroru.